# Río Dagua
El Dagua es un río del departamento del Valle del Cauca, Colombia. Generalmente fluye de norte a noroeste desde los Farallones de Cali hacia el océano Pacífico junto a la ciudad de Buenaventura. En los últimos años la minería ilegal ha causado daños ecológicos al río. La porción media del río discurre por el área natural Enclave Seco del Río Dagua que está catalogada como área importante para las aves.